# Park Krajobrazowy Ujście Warty
Park Krajobrazowy „Ujście Warty” – park krajobrazowy utworzony 18 grudnia 1996 rozporządzeniem wojewody gorzowskiego. W wyniku reformy administracyjnej z 1999 obszar parku znalazł się na terenie dwóch województw: lubuskiego i zachodniopomorskiego. W 2001 na wydzielonym z parku terenie o powierzchni ok. 8000 ha powstał Park Narodowy „Ujście Warty”.
Po korekcie granic powierzchnia Parku Krajobrazowego „Ujście Warty” wynosi obecnie 19 496,38 ha, z czego 17 697,89 ha leży w województwie lubuskim, a 1798,49 ha w województwie zachodniopomorskim.
Park nie posiada otuliny.
Ze względu na położenie w dwóch województwach park zarządzany jest w dwóch częściach przez służby ochrony przyrody odpowiednio z województwa zachodniopomorskiego i lubuskiego.

## Położenie
Park leży głównie na obszarze doliny dolnej Warty, w województwie lubuskim. Niewielka część parku w rejonie wsi Kaleńsko i Porzecze (gmina Boleszkowice) leży w dolinie dolnej Odry na północ od ujścia Warty, w województwie zachodniopomorskim. W centrum parku znajduje się fragment Kostrzyńskiego Zbiornika Retencyjnego, którego większa część weszła 19 czerwca 2001 w skład nowo utworzonego Parku Narodowego „Ujście Warty”.

## Charakterystyka parku
Jest tu szereg cennych zbiorowisk roślinnych, charakterystycznych dla ekosystemów dolin rzecznych. W krajobrazie dominują rozległe i podmokłe łąki i pastwiska. W zbiorowiskach roślinności bagiennej przeważają turzycowiska. Znajduje się tu również cenny drzewostan dębowy na siedlisku łęgowym. Lasy zajmują jednak tylko kilka procent powierzchni parku. Teren stanowi miejsce odpoczynku i żerowania, a także rozmnażania rzadkich i zagrożonych zwierząt takich jak:
- bóbr europejski (Castor fiber)
- nurogęś (Mergus merganser)
- gągoł (Bucephala clangula)
- bielik (Haliaeetus albicilla)
- czapla siwa (Ardea cinerea)
- bocian biały (Ciconia ciconia)
- kuna leśna (Martes martes)[2]

Ponadto występują tu liczne ptaki wodno-błotne, zaś rozległe równiny są żerowiskiem ptaków drapieżnych.

## Rezerwaty przyrody
Na terenie parku znajdują się trzy rezerwaty przyrody:
- Lemierzyce – rezerwat leśny (3,32 ha)
- Dolina Postomii – rezerwat leśny (68,65 ha)
- Pamięcin – rezerwat stepowy (11,80 ha)